# RemoveDebris

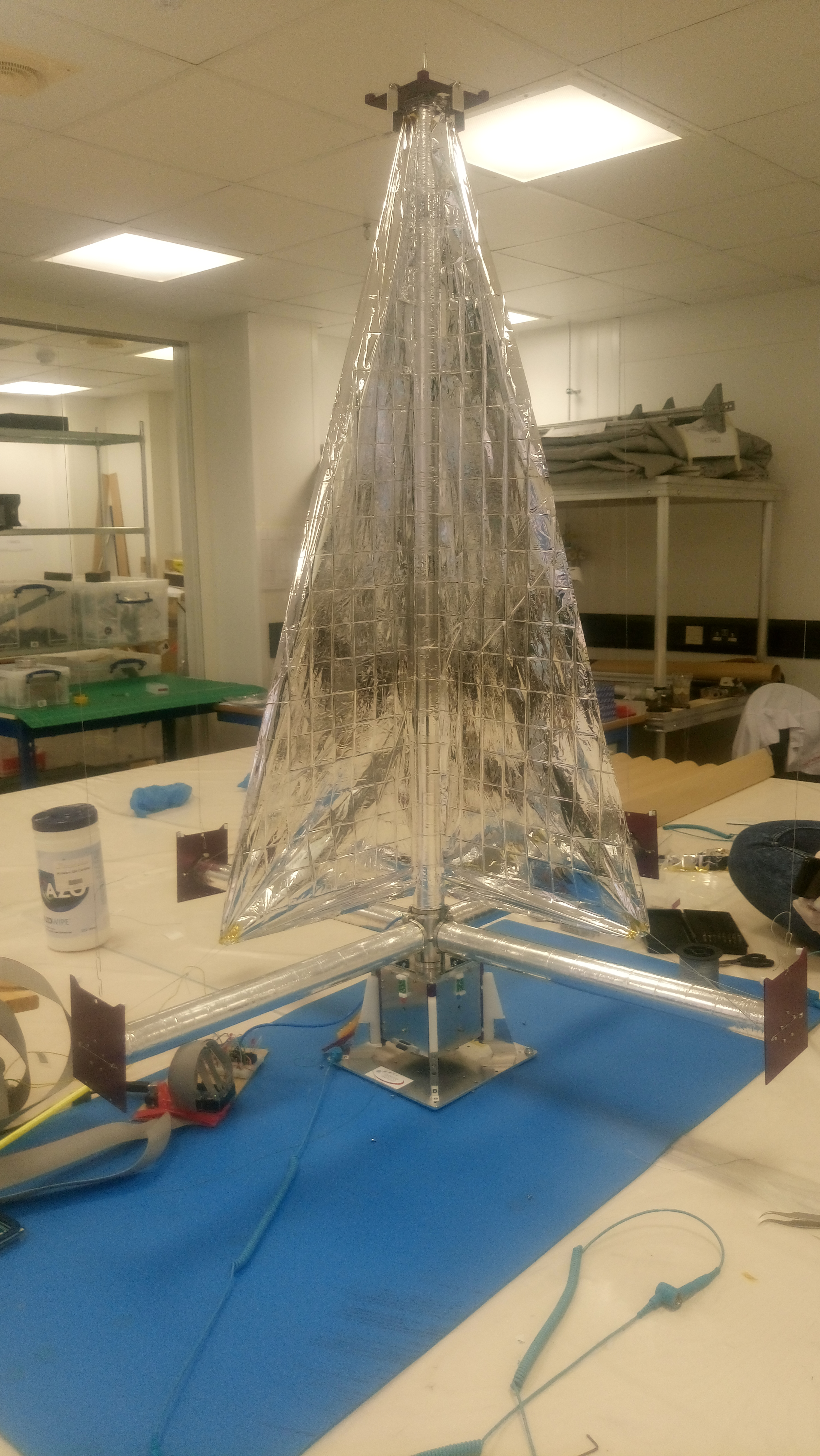
Test du déploiement de la voile du CubeSat DebrisSat1.

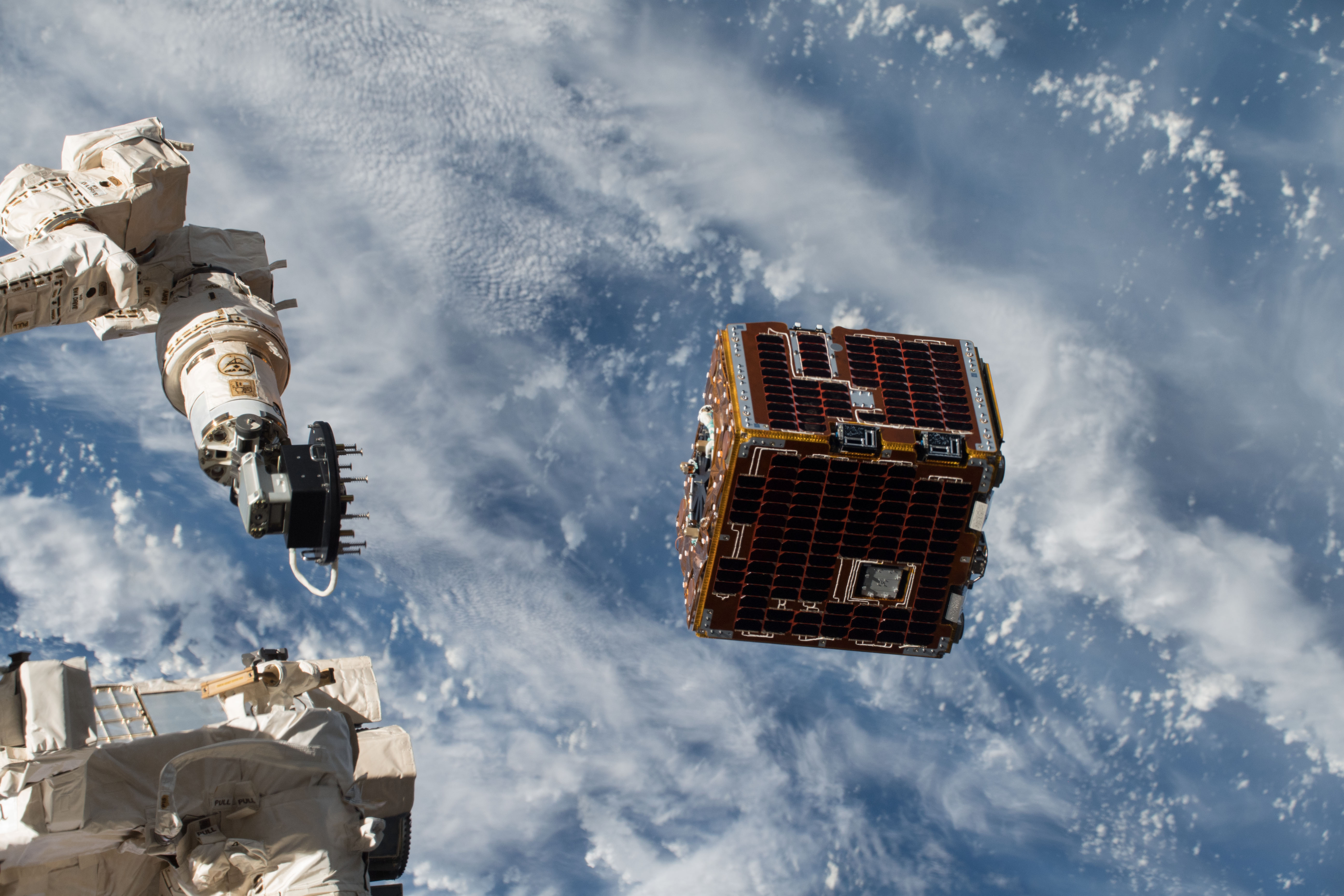
Largage de RemoveDebris par le bras de la Station spatiale internationale.

RemoveDebris est une mission spatiale de l'Agence spatiale européenne destinée à tester plusieurs techniques de collecte et de retrait des débris spatiaux. Dans ce but un minisatellite expérimental de 100 kilogrammes a été placé en orbite en 2018. Celui-ci emportait deux CubeSats chargés de simuler des débris spatiaux. La mission a permis de tester, entre septembre 2018 et mars 2019, un système destiné à les performances combinées[à vérifier] d'un lidar et d'une caméra pour un rendez-vous avec un débris spatial, la capture d'un débris avec un filet puis avec un harpon ainsi que le déploiement d'une voile permettant d'augmenter la traînée générée par l'atmosphère résiduelle et ainsi d'accélérer la rentrée atmosphérique. Les résultats du test sont conformes aux attentes hormis le déploiement de la voile qui ne s'effectue que partiellement.

## Contexte
Les débris spatiaux sont de plus en plus nombreux dans l'espace : il s'agit de satellites arrivés en fin de vie, d'étages supérieurs de lanceurs, de débris générés par la collision de deux engins, de sous-composants largués au moment du déploiement du satellite, de particules de peinture, de fluides (ergols, réfrigérant). Les principales agences spatiales prennent  conscience du phénomène et depuis une vingtaine d'années tentent de mettre en place des stratégies pour réduire sinon limiter la croissance de leur nombre. La mesure la plus facile est l'application d'une réglementation visant à restreindre leur multiplication : suppression des pièces mobiles, passivation des étages supérieurs (pour éviter leur explosion) ou désorbitation de ceux-ci, mise en orbite cimetière en fin de vie ou accélération de la désorbitation. Elle est déjà appliquée par les principales agences spatiales. Une autre mesure active consiste à désorbiter les débris spatiaux.
L'Agence spatiale européenne joue un rôle particulièrement actif dans ce dernier domaine. Son programme e.Deorbit vise à mettre au point des techniques permettant de désorbiter un satellite de grande taille. Les travaux déjà effectués permettent d'identifier les principaux problèmes techniques et d'évaluer les aspects économiques de missions dédiés à la désorbitation de satellites. Plusieurs techniques de capture sont proposées et étudiées : bras robotique, filet, harpon. La capture d'un débris nécessite auparavant de réaliser un rendez-vous spatial avec celui-ci. Plusieurs techniques basées sur des capteurs optiques sont en cours de développement. Enfin les technologies de désorbitation sont proposées et font parfois l'objet d'une évaluation dans l'espace : voile solaire, module de désorbitation, utilisation de câbles électrodynamiques.

## Objectifs
La mission RemoveDebris, développée dans le cadre du programme Framework 7 de l'Union européenne évalue plusieurs solutions techniques de capture et de désorbitation. Son implémentation débute en 2013. Elle doit déboucher sur une mission opérationnelle vers 2023.
Les objectifs de la mission RemoveDebris sont les suivants :
- Capturer à l'aide d'un filet un nanosatellite DebriSat 1 déployé auparavant depuis le satellite.
- Utiliser un harpon pour frapper un prototype expérimental attaché à une perche longue de 1,5 mètre.
- Mettre en œuvre un système de navigation optique pour repérer le nanosatellite DebriSat 2.
- Utiliser une voile solaire pour accroître la traînée et ainsi accélérer la rentrée atmosphérique.

## Caractéristiques techniques
RemoveDebris est un minisatellite de 100 kg utilisant une plate-forme de la série SSTL X50M développée par la société anglaise SSTL. Le satellite a la forme d'un cube dont les dimensions sont de 0,65 × 0,65 × 0,72 m. Le satellite est stabilisé sur 3 axes avec une précision de pointage de 2,5°. Il dispose de cellules photovoltaïques qui fournissent 8 watts.
La charge utile d'une masse approximative de 40 kg est constituée par : 
- Un nano-satellite de type CubeSat 2U baptisé DebrisSat 1.
- Un nano-satellite de type CubeSat 2U baptisé DebrisSat 2.
- Un filet déployable.
- Un harpon.
- Un système de navigation optique VBN (Vision-Based Navigation) comprenant une caméra et un lidar.
- Une voile déployable.

## Déroulement de la mission

### Conception du satellite
Initialement, le satellite destiné à remplir la mission devait être placé sur une orbite héliosynchrone haute. Mais ce scénario est modifié pour ne pas enfreindre la réglementation des débris spatiaux car le satellite ne dispose pas d'un système de propulsion permettant de respecter la règle des 25 ans de présence maximale en orbitale basse. Un créneau de lancement est trouvé sur une mission de ravitaillement de la station spatiale orbitale. Le satellite sera déployé depuis celle-ci. Mais ce déploiement apporte de nouvelles contraintes concernant la masse et le conditionnement. Les dimensions et la masse doivent être revues à la baisse. La plateforme est modifiée. Ses dimensions sont réduites (620 × 620 × 780 mm ⇒ 550 × 550 × 760 mm) et sa masse passe de 150 à 100 kg. Pour y parvenir, l'interface avec le lanceur est allégée, le système de propulsion à gaz froid (butane) est supprimé car il n'est plus nécessaire compte tenu du changement de scénario.

### Lancement et déploiement
Le satellite RemoveDebris est placé en orbite le 2 avril 2018 par le cargo spatial SpaceX Dragon dans le cadre de la mission SpaceX CRS-14 (en). Placé dans la soute interne du cargo spatial, il est stocké provisoirement dans la station station spatiale internationale. Le 20 juin, il est largué dans l'espace via le petit sas du laboratoire spatial japonais Kibō de la Station spatiale internationale. Il circule initialement sur une orbite de 405 km identique à celle de la station spatiale puis son orbite est progressivement réduite par les forces de traînée accrues par l'utilisation d'une voile solaire. La mission doit durer environ 1,5 an dont une période de 20 semaines durant lesquelles le satellite sera actif et un an de suivi de la phase de désorbitation.

### Déroulement des expériences
Le satellite exécute quatre expériences sur une période longue d'une vingtaine de semaines : 
- La première expérience se déroule avec succès le 16 septembre 2018. Elle a pour objectif de tester la technique de capture basée sur l'utilisation d'un filet. Pour effectuer ce test, le satellite éjecte à une vitesse de 7,5 centimètres par seconde le CubeSat DS1 stocké jusque là dans la plate-forme. DS1 accroît son volume en gonflant quatre bras entre lesquels sont déployés une voile afin de simuler la taille d'un déchet spatial de taille significative. Lorsque le CubeSat se trouve à 7 mètres, le filet est projeté vers le CubeSat. Des masselotes placées aux extrémités du filet doivent contribuer à l'enveloppement et un filin est entraîné par un winch pour empêcher le filet de se rouvrir. Le déroulement du test est filmé par deux caméras. Le CubeSat est ensuite largué et son altitude décroît rapidement du fait de la surface de la voile sur lesquels s'exercent les forces de traînée[2].
- La deuxième expérience a pour objectif de vérifier la précision d'un système de navigation optique (VBN) reposant sur un lidar infrarouge et une caméra à haute définition. Pour effectuer ce test qui se déroule le 28 octobre 2018, le deuxième CubeSat DSAT#2  est éjecté et s'éloigne du satellite avec une vitesse de 2 cm/s. L'objectif est de vérifier que le logiciel développé pour cette expérience peut trouver le CubeSat quel que soit l'arrière plan (ciel ou Terre) et si le lidar parvient à mesurer la distance entre les deux engins spatiaux. Les résultats de ce test sont conformes aux attentes[2].
- La troisième expérience consiste à mettre en œuvre un harpon pour frapper une cible censée représenter un panneau solaire et fixée sur une perche longue de 1,5 mètre. Le harpon comporte un dispositif de verrouillage qui l'empêche de se détacher de la cible frappée. Le harpon est lancé à une vitesse de 8 mètres par seconde et frappe la cible en son centre puis parvient à la ramener vers le satellite conformément aux attentes[2].
- La quatrième expérience consiste à déployer une voile destinée à augmenter la traînée et accélérer ainsi la diminution de l'altitude et donc le délai avant la rentrée atmosphérique. La voile qui est déployée depuis un mât de 1 mètre déployé pour ce besoin. Le déploiement ne peut être filmé car les caméras sont toutes situées sur la face opposée pour les autres expériences mais il est prévu de vérifier l'effet du freinage en mesurant la réduction de l'orbite du satellite. Le déploiement est déclenché le 4 mars 2019. Mais des observations optiques effectuées depuis le sol, la mesure de la charge des panneaux solaires et une décrue moins rapide que prévu de l'altitude donnent à penser que la voile ne s'est pas déployée complètement. Néanmoins des leçons en ont été tirées pour le développement de trois missions suivantes utilisant ce dispositif dont le CubeSat InflateSail. Les trois satellites de la mission devraient effectuer leur rentrée atmosphérique au cours des deux années suivantes[2].